# Teodorico I di Kleve
Teodorico in lingua tedesca Dietrich I./III. (Kleve) (secolo XI – dopo il 1119) fu conte di Kleve dal 1090 circa fino alla sua morte.

## Origine
Di Teodorico non si conoscono con certezza gli ascendenti; secondo la GENEALOGY.EU, era figlio del conte di Kleve, Teodorico, che era discendente del conte di Kleve, Ruggero I, e della moglie, Wazela di Lotaringia, figlia illegittima del conte palatino di Lotaringia della dinastia degli Azzoni, Azzo di Lotaringia.

Gli Annales Rodenses presentano Ruggero I di Kleve come nobile, famoso e potente, assieme al fratello, Gerardo (in Flandriensi provintia duo nobiles germani fratres aput saeculum praeclari et potens, alter Gerardus et alter vocabatur Rutgerus).

## Biografia
Di Teodorico si hanno poche notizie, comunque è documentato come conte di Kleve o di Tomburg, tra il 1092 e il 1118.
Teodorico fu in contatto con Ottone I di Sappenheim, abate dell'abbazia di Werden, come ci confermano due documenti:
- il n° 610 del Urkundenbuch für die Geschichte des Niederrheins, Volume 4, datato 1092, in cui Teodorico (nobilibus comes Thiedericus de Cleue) fu testimone dell'abate Ottone (Otto Werthinensis abbas)[3],
- il n° 247 del Urkundenbuch für die Geschichte des Niederrheins, Volume 1, datato 1093, in cui Teodorico (comite de Cleve Thiderico) fu testimone dell'abate Ottone (Otto dei gratia werthinensis abbas), assieme ad Adolfo, futuro conte di Berg (vice advocati ecclesie nostre Adolfi qui tunc temporis puer erat)[4].

Quando Teodorico collaborò con gli arcivescovi di Colonia, venne invece citato come conte di Tomburg (il suo predecessore, Ruggero II di Kleve era divenuto signore di Tomburg); molto probabilmente dal 1096 gli venne confermato come feudo il castello di Tomburg (oggi in rovina), nelle vicinanze di Rheinbach, con l'area associata come vassallo dell'arcivescovo di Colonia:
- nel documento n° 252 del Urkundenbuch für die Geschichte des Niederrheins, Volume 1, datato 1096, in cui Teodorico (Thieodericus de Toneburc) fu testimone dell'arcivescovo, Hermann III von Hochstaden (Herimannus tercius dei gratia sancte coloniensis ecclesie archiepiscopus)[5];
- poi in altri due documenti in cui Teodorico compare testimone dell'arcivescovo, Friedrich von Schwarzenburg (Fridericus dei gratia sancte coloniensis ecclesie archiepiscopus):
  - il n° 284 del Urkundenbuch für die Geschichte des Niederrheins, Volume 1, datato 1117, (comes Teodericus de Tuneburch)[6];
  - il n° 288 del Urkundenbuch für die Geschichte des Niederrheins, Volume 1, datato 1118, (Theodericus comes de Thonburch)[7].

Non si conosce l'anno esatto della morte di Teodorico, che avvenne dopo il 1118, anno in cui compare citato in un documento, e prima del 1120.

Gli succedette il figlio, Arnoldo, come Arnoldo I, che nel documento n° II del Un cartulaire de l'abbaye de Saint-Vaast d'Arras, codex du XIIe siècle, datato 1120, si cita come conte di Kleve

## Matrimonio e discendenza
Di Teodorico non si conosce né il nome né gli ascendenti della moglie.
Teodorico I dalla moglie ebbe un figlio:
- Arnoldo I[8] (1100 circa - 1147), conte di Kleve[8], confermato anche dal documento n° 301 del Urkundenbuch für die Geschichte des Niederrheins, Volume 1[11].